# 皮洛

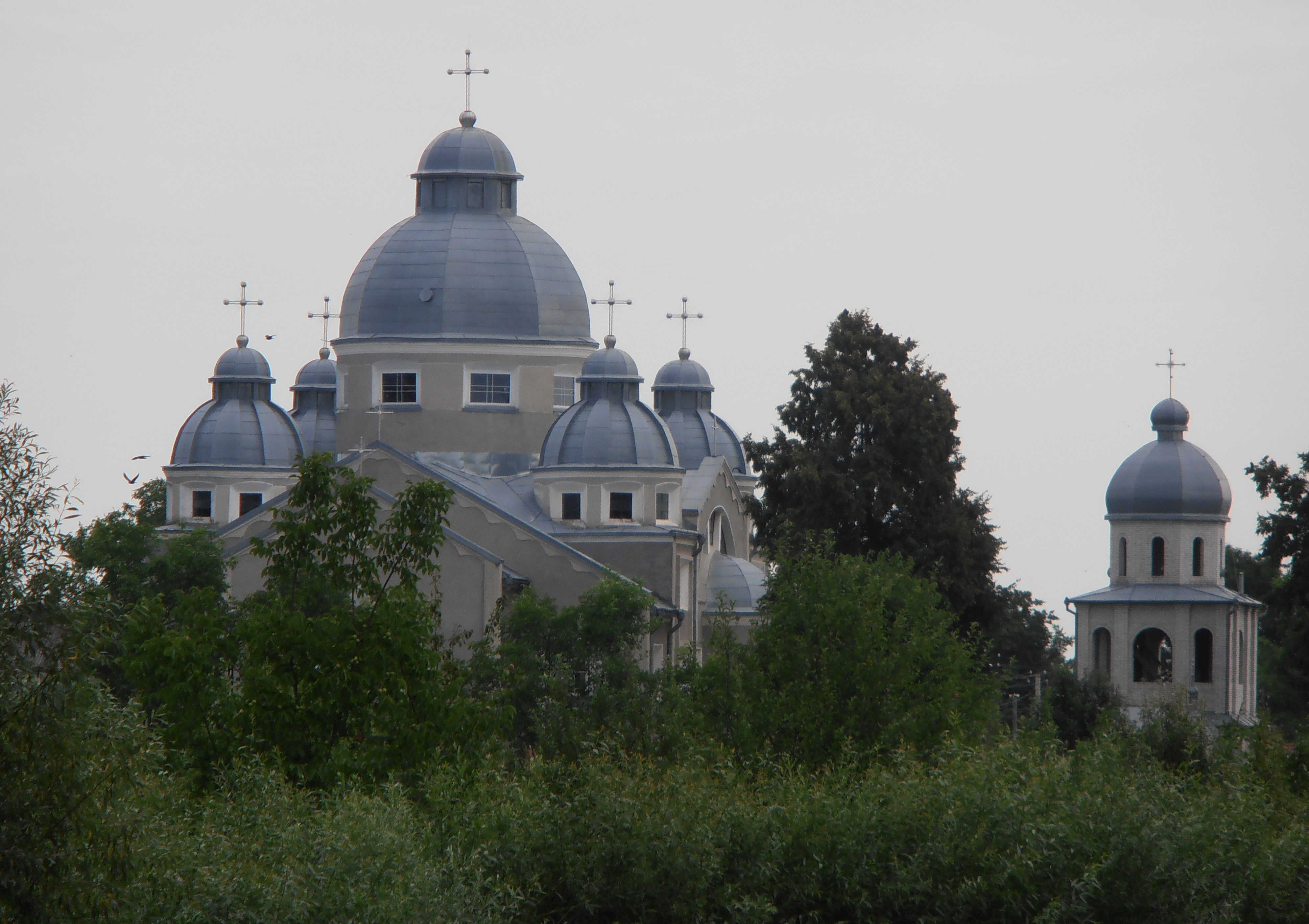

皮洛（烏克蘭語：Пійло），是烏克蘭的村落，位於該國西部伊萬諾-弗蘭科夫斯克州，由卡盧什區負責管轄，處於切奇瓦河畔，始建於1187年，面積10.4平方公里，2001年人口2,150。
49°0′10″N 24°18′13″E / 49.00278°N 24.30361°E